# Felix Hecht

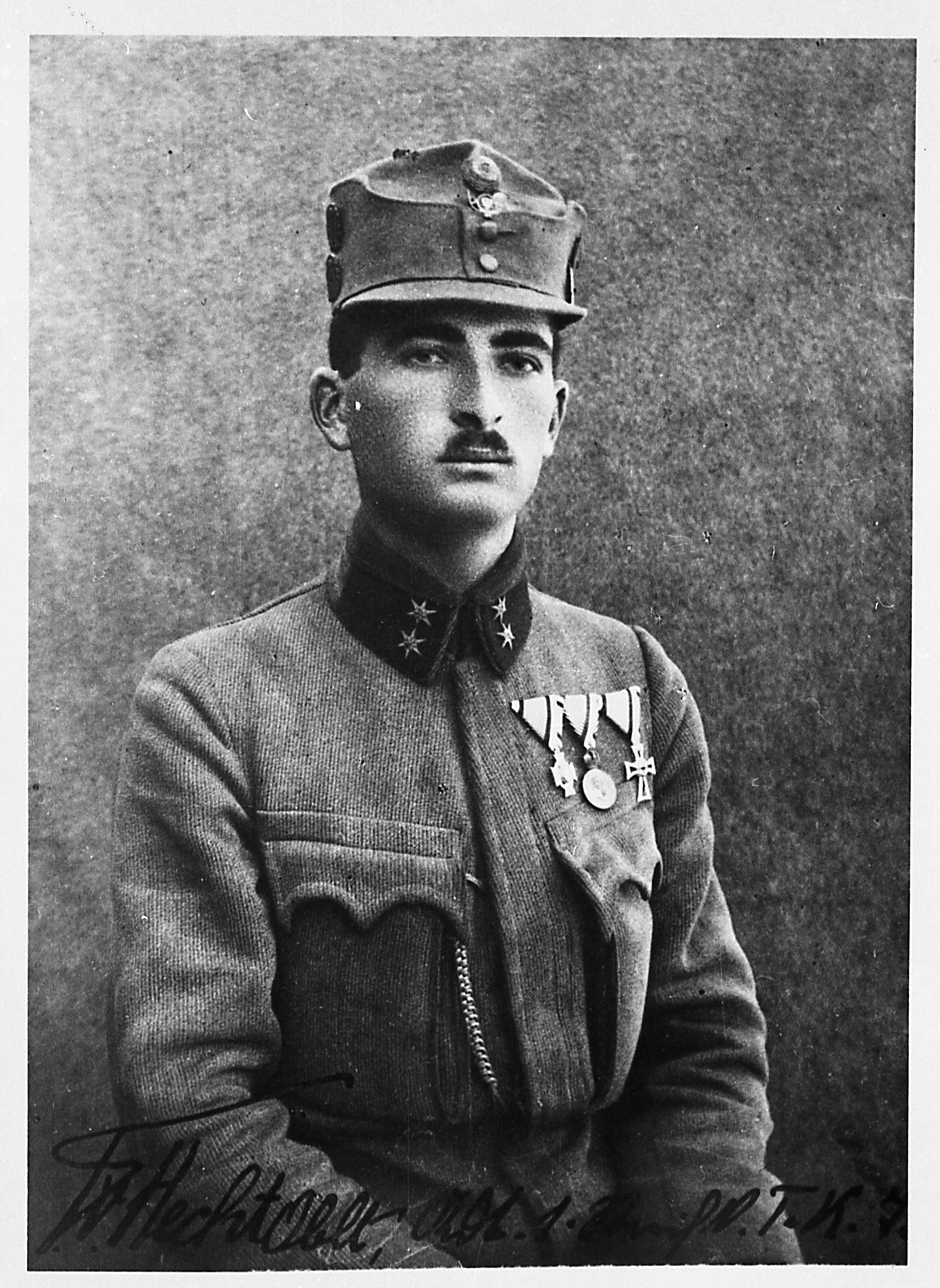
Felix Hecht von Eleda (tenente comandante della prima compagnia esploratori del primo reggimento Kaiserjäger)

Felix Wilhelm Hecht von Eleda (Vienna, 1894 – Corno di Cavento, 15 giugno 1917) è stato un militare austriaco, tenente dell'esercito imperiale austro-ungarico durante la prima guerra mondiale.
(Stefano Squassina, La penna del Corvo Bianco)

## Biografia
Felix Wilhelm Hecht von Eleda nacque a Vienna nel 1894 da famiglia nobile: il padre, Wilhelm, era un generale in pensione; la madre, un'Oppenheimer, era una ricca ebrea berlinese, morta quando Felix era ancora in giovane età. Ebbe una formazione classica nella città di Merano, dove il padre aveva comandato il presidio prima della guerra. Deciso a seguire le orme paterne, intraprese la carriera militare. Convinto che la vita fosse un dovere a cui adempiere con dedizione, lasciò la cavalleria, tradizionale reparto militare dei nobili, per passare alla fanteria.
Iniziata la Grande Guerra, venne mandato per dieci mesi sul fronte galiziano con il 1º Tiroler Jäger-Regiment Kaiserjäger. Fu trasferito, nel novembre del 1915, sul fronte italiano, nella 1ª compagnia di esploratori Kaiserjäger, composta da circa trecento uomini. Passò più di un anno sulla linea del Nozzolo e del Cadria, che aveva principalmente un ruolo difensivo. Con il ricovero ospedaliero del capitano Feigl, già dal 28 novembre 1915 Hecht si ritrovò a dover guidare da solo la compagnia.
Nel febbraio 1917 venne incaricato di presidiare il Corno di Cavento con la sua compagnia di duecento esploratori Kaiserjäger. Rimase sul Cavento per quasi cinque mesi, che documentò minuziosamente sul suo diario. La sua vita si concluse il 15 giugno 1917 quando, in seguito ad un attacco che ebbe come conseguenza la prima presa italiana del presidio del Corno di Cavento, fu ucciso dal colonnello Fabrizio Battanta, detto il brigante del Cavento, ed il suo corpo gettato in un crepaccio e mai ritrovato. Questo fatto viene narrato tra le pagine del romanzo "La penna del Corvo Bianco"  che ne tratteggia lo scontro.

## Diario di guerra dal Corno di Cavento

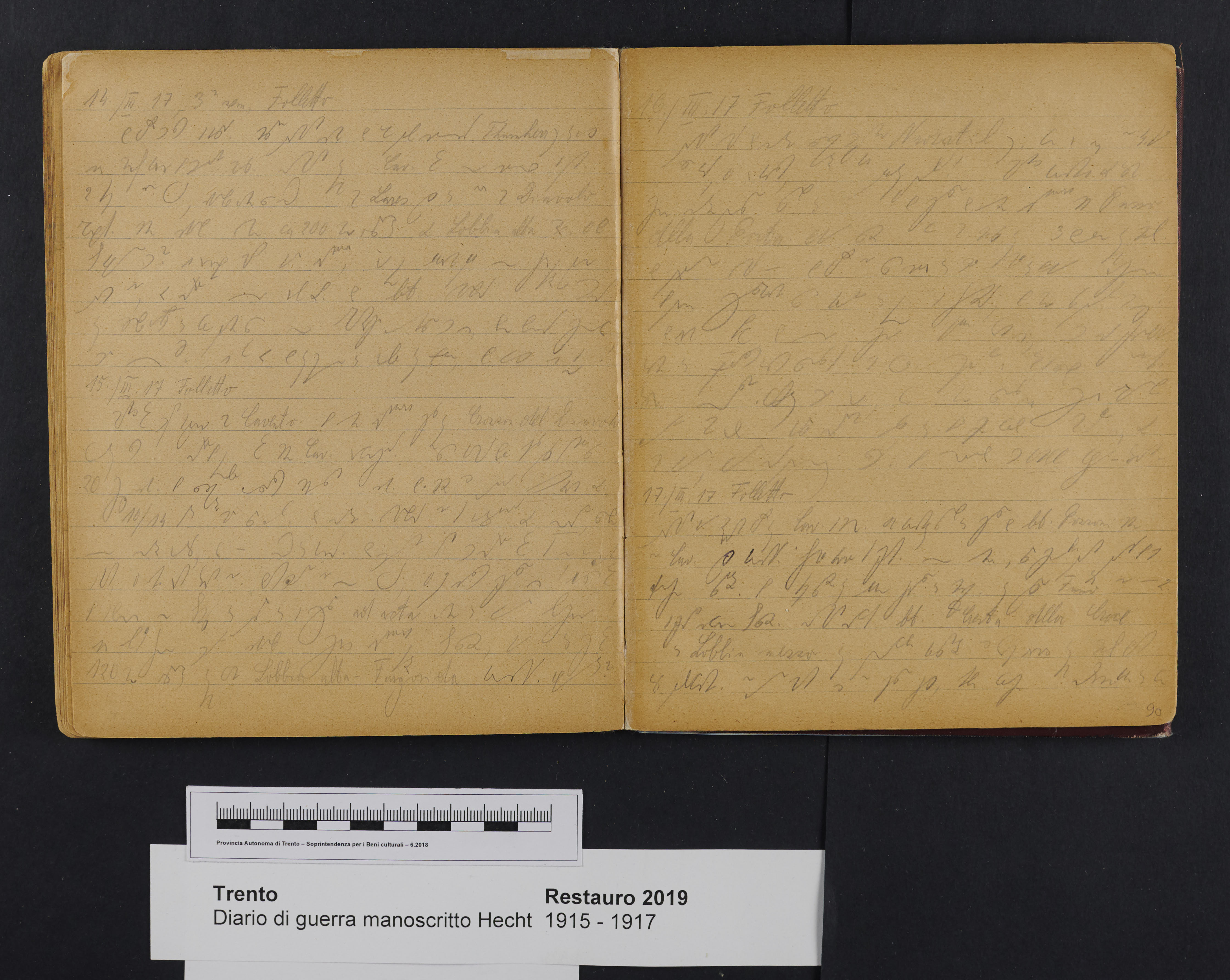
pagine di "Diario di Gerra al Corno di Cavento"

Durante il soggiorno alla galleria del Corno di Cavento Felix Hecht von Eleda tenne un diario personale, in seguito pubblicato con note dell'ingegner Dante Ongari per Editrice Rendena. Il Diario di guerra dal Corno di Cavento, ricavato dagli appunti personali dell'autore che proseguono la sua precedente esperienza di guerra nella zona del Cadria e dello Stivo, inizia l’8 febbraio 1917 e si interrompe l’11 giugno dello stesso anno. Fra le tante memorie di guerra in Trentino, il diario ha un importante valore storico perché ha il pregio di offrire una narrazione emblematica della guerra combattuta ad alta quota, descrivendo in modo essenziale e puntuale, accanto alle enormi difficoltà logistiche di una guerra a quelle altitudini, anche le fatiche e gli stenti della vita dei soldati, costretti a combattere nelle condizioni estreme dei ghiacciai dell’Adamello Carè Alto. Il diario rappresenta pertanto una delle più significative e spassionate testimonianze della cosiddetta Guerra Bianca.
Felix Hecht, oltre a descrivere i luoghi della guerra di alta quota, racconta di come per spostarsi sul ghiaccio i soldati dovessero utilizzare sci e ramponi, muovendosi attraverso gallerie di ghiaccio lunghe chilometri ("sono salito al posto di guardia del Carè Alto attraverso la galleria lunga, lunga"), ed esponendosi ai rischi di valanghe e bufere di neve. Narra di come le trincee fossero scavate nella neve ("Lavorare è ora il nostro combattere"), delle pessime condizioni di vita dei soldati tra gelo, ghiaccio e vento, condizioni ambientali e climatiche in cui congelamenti, raffreddori e febbri si rivelavano spesso più letali delle armi nemiche. "Nel pomeriggio arriva il capitano medico che si spaventa sul serio per il pessimo stato degli alloggiamenti e per le pessime condizioni sanitarie. Sì, sì ...". E il giorno successivo annota: "Il freddo aumenta e quasi un terzo della compagnia soffre di congelamenti e tossisce tremendamente. Guerra!" In queste condizioni estreme i militari erano costretti a spostarsi in continuazione per costruire trincee, sbarramenti e per combattere.
Fondamentale era, inoltre, cercare di capire quale strategia fosse necessario adottare per attaccare il nemico e cercare di sopravvivere. La loro vita era molto frenetica, e richiedeva molti spostamenti, rapidi cambiamenti di posizione e sacrifici. C’era inoltre il pericolo costante di essere colpiti dalle artiglierie nemiche: “Dallo Stavel parte purtroppo la vecchia batteria sostituita da una nuova. Non c’è niente di peggio che questo continuo cambio di artiglierie.”
Le esercitazioni erano continue e riguardavano l’utilizzo delle armi così come degli sci. “Ieri mattina esercitazioni di tiro, nel pomeriggio quelle di sci” scrive il tenente al rifugio Carè Alto il 3 maggio del 1917.
L'organizzazione era molto complessa e anche i mezzi di trasporto non mancavano. Di grande importanza erano in tal senso le reti teleferiche, necessarie per il trasporto di materiali, che nella zona raggiunsero lo sviluppo totale di 39 km. Il 15 maggio del 1917 una missione militare spagnola giunta al rifugio Caré Alto, la cui visita è descritta nel diario, rimase meravigliata dall'imponenza dell’organizzazione, complimentandosi soprattutto per le teleferiche.
Non mancano nel diario considerazioni fortemente critiche nei confronti degli alti comandi, descritti come lontani, nelle loro pretese, dalle effettive esigenze della vita al fronte, e incapaci di comprendere, al di à delle considerazioni strategiche, le necessità dei soldati impegnati in prima linea e le effettive possibilità di manovra su terreni così complessi e estremi. Il grande rispetto per il nemico emerge a più riprese dalle pagine del diario, a cui fa da contrappunto la critica per una gestione crudele e sconsiderata dei prigionieri di guerra. "Rabbia bestiale - scrive - mi prende col comandante dei prigionieri di guerra italiani, che egli lascia dormire senza coperte senza darsi cura di procurarle; questi poveri prigionieri che egli chiama "mascalzoni" hanno fatto il loro dovere in guerra certo meglio di taluni nostri "porci" imboscati nei comandi truppa". Ma anche descrizioni poetiche e rapite di paesaggi incontaminati e considerazioni rattristate rispetto all'impatto devastante della guerra su luoghi fino ad allora incontaminati.
Oltre ad essere un patriota autentico e un ufficiale con un fortissimo senso del dovere, Felix Hecht era anche un uomo di fede, e nel suo diario sono frequenti le invocazioni a Dio. Fondamentale in quelle situazioni di estremo pericolo era infatti per molti soldati il ricorso alla preghiera, e in questo Hecht non fa eccezione. Sono molte nel diario le richieste di aiuto rivolte a Dio: “O signore, benedici quest’anno l’umanità con la tua mano onnipotente e misericordiosa!”, e la stessa annotazione finale che chiude l'11 giugno 1917, l'ultimo giorno annotato nel diario, è la celebre sigla O.A.M.D.G (omnia ad maiorem Dei gloriam).
Il 15 giugno del 1917, dopo un forte bombardamento, duemila alpini conquistano la postazione del Cavento, presidiata da Felix Hecht e dai suoi 200 Kaiserjäger. Il tenente muore in battaglia per mano del capitano degli alpini Fabrizio Battanta, soprannominato "brigante del Cavento", che ritrova il quaderno fitto di appunti e corredato di alcuni disegni, ma che risulta inizialmente illeggibile a causa della desueta stenografia in cui è scritto. Il manoscritto rimarrà nelle mani del reduce fino agli anni Sessanta, per passare prima a un antiquario bolognese e poi a Luciano Viazzi, autore de "I diavoli dell'Adamello". L'originale del diario, finalmente tradotto e pubblicato con note dell'ingegner Dante Ongari per Editrice Rendena, è esposto nel Museo della Guerra Bianca Adamellina di Spiazzo.
Il corpo di Felix Hecht, com'era uso a quelle quote, venne sepolto in un crepaccio ed è tuttora disperso. 

## Nella letteratura
Gli ultimi giorni di vita del tenente Felix Hecht, sono al centro del capitolo XI del romanzo "La penna del Corvo Bianco". Lì, nel capitolo "l'ufficiale, il prigioniero ed il brigante", il protagonista Christoph Berger, verrà in contatto con l'ufficiale ed i due avranno modo di conoscersi prima della fatidica battaglia del 15 giugno del 1917.